# Schizodon isognathus
Schizodon isognathus är en fiskart som beskrevs av Kner, 1858. Schizodon isognathus ingår i släktet Schizodon och familjen Anostomidae. Inga underarter finns listade i Catalogue of Life.